# Stephen Geoffreys
Stephen Geoffrey Miller (ur. 22 listopada 1964 w Cincinnati) – amerykański aktor, reżyser i producent filmowy i telewizyjny.

## Życiorys
Urodził się w Cincinnati w stanie Ohio. Występował w liceum sztuk scenicznych w Cincinnati i uczęszczał na zajęcia aktorskie na Uniwersytet Nowojorski. W 1984 został uhonorowany Theatre World Award i był nominowany do Tony Award za występ na Broadwayu w musicalu Galta MacDermota Ludzka komedia (The Human Comedy).
Debiutował na ekranie w kultowym horrorze z elementami czarnej komedii Toma Hollanda Postrach nocy (Fright Night, 1985) jako „Zły” Ed Thompson u boku Chrisa Sarandona. Następnie wystąpił w dwóch komediach: Boże pomóż! (Heaven Help Us, 1985) jako nerwowy Williams i Studenckie wakacje (Fraternity Vacation, 1985) jako nerd Wendell oraz dramacie kryminalnym Jamesa Foleya W swoim kręgu (At Close Range, 1986) u boku Seana Penna, Christophera Walkena i Mary Stuart Masterson jako Aggie.
Do innych pamiętnych ról należą: prześladowany sierżant Hoax w horrorze Roberta Englunda Telefon do piekła (976-EVIL, 1988) i oślizły handlarz narkotyków Cookie w filmie fantastycznonaukowym Rolanda Emmericha Księżyc 44 (Moon 44, 1990).
Wystąpił w wielu gejowskich filmach porno pod pseudonimami Sam Ritter i Stephan Bordeaux.
Poza aktorstwem, Geoffreys pisze opowiadania i jest zapalonym kulturystą. Po niefortunnie długiej nieobecności na dużym ekranie, powrócił w filmie Sick Girl (2007).

## Filmografia

### filmy fabularne
- 1985: Boże pomóż! (Heaven Help Us) jako Williams
- 1985: Postrach nocy jako Zły Ed Thompson
- 1985: Studenckie wakacje (Fraternity Vacation) jako Wendell Tvedt
- 1986: W swoim kręgu jako Aggie
- 1989: The Road Raiders (TV) jako Einstein
- 1990: Księżyc 44  jako Cookie
- 2011: Bite Marks jako Walsh

### seriale TV
- 1986: Strefa mroku jako Will
- 1987: Niesamowite historie jako Alan Webster